# Nihoa
Nihoa (também conhecida como Bird Island ou Moku Manu) é uma das ilhas que compõem as Ilhas de Sotavento, no Arquipélago do Havaí, possuindo uma área de 0.7 km². O monte Miller é o ponto mais alto da ilha, com seus 273 metros de altitude. É parte do estado norte-americano do Havaí.